# Jakob Husch
Jakob Husch (* 6. April 1875 in Speicher; † 26. Oktober 1950 in Rüdesheim am Rhein) war ein hessischer Politiker (Zentrum, CDU) und ehemaliger Abgeordneter des Hessischen Landtags.
Jakob Husch besuchte die Volksschule und erhielt Privatunterricht. Nach einer Postlehre wurde er Postassistent in Saarbrücken und später in Metz. 1918 arbeitete er bei der Ausgleichsstelle in Karlsruhe und später als Postsekretär bzw. Oberpostsekretär in Frankfurt am Main. Nach der Machtergreifung der Nationalsozialisten 1933 wurde er politisch verfolgt. Nach dem Zweiten Weltkrieg wurde er Oberpostinspektor und später Postrat.
Jakob Husch war bereits im Deutschen Kaiserreich politisch für das Zentrum aktiv und von 1913 bis 1918 Mitglied des Gemeinderates der Stadt Metz sowie Vorsitzender des Windthorstbundes in Lothringen. 1928 bis 1933 war er Vorsitzender der Deutschen Zentrumspartei in Frankfurt am Main und zweiter Landesvorsitzender der Nassauischen Zentrumspartei. Er war Mitglied des Nassauischen Kommunallandtags und des Provinziallandtags für die Provinz Hessen-Nassau. Im Kommunallandtag vertrat er von 1930 bis 1933 den Stadtkreis Frankfurt. Er gehörte dem sozialpolitischen und dem Finanzausschuss des Kommunallandtags an und war stellvertretendes Mitglied des Provinzial- und Landesausschusses. Seit März 1933 war er kurzzeitig Mitglied des Preußischen Staatsrates.
1945 wurde er Mitbegründer der CDU in Frankfurt am Main und Kreisvorsitzender der CDU Frankfurt von 1945 bis 1947. Nachfolger als Kreisvorsitzender wurde Peter Horn rsp. Ludwig Maria Florian. Vom 15. Juli 1946 bis zum 30. November 1946 war Jakob Husch Mitglied der Verfassungberatenden Landesversammlung Groß-Hessen und vom 1. Dezember 1946 bis zum 26. Oktober 1950 des Hessischen Landtags. Im Landtag war er vom 1. Dezember 1946 bis zum 7. November 1947 und vom 30. April 1949 bis zum 26. Oktober 1950 Alterspräsident und eröffnet am 19. Dezember 1946 die konstituierende Sitzung des ersten Hessischen Landtags.
1949 Mitglied der 1. Bundesversammlung.
Jakob Husch war der Sohn des Schneiders Johannes Husch (13. Dezember 1848–19. Januar 1926) und seiner Frau Margarethe, geborene Plein (28. Dezember 1844–8. Juni 1917). Er heiratete am 14. Oktober 1901 in Speicher seine Frau Maria, geborene Plein (17. August 1878–25. Dezember 1970).